# ARA Corrientes (1897)
El destroyer o torpedero Corrientes fue un rápido buque a vapor que sirvió en la Armada Argentina a fines del siglo XIX y comienzos del XIX.

## Historia
El 12 de junio de 1895 el gobierno de la República Argentina, presidido por José Evaristo de Uriburu, resolvió la construcción de cuatro destroyers. El 14 de octubre de 1895 se firmó en Londres un contrato entre el Gobierno argentino y el Astillero Yarrow&Co., de Poplar, Inglaterra, para la construcción de cuatro destroyers clase HMS Havock a £ 37.000 cada uno. Las 4 unidades gemelas llevarían los nombres Corrientes, Misiones, Entre Ríos y Santa Fe.
Con una eslora de 58 m, manga de 5,85, puntal de 3,66 y un calado medio de 2,51 m, tenía un desplazamiento de 204 t. Montaba un cañón Maxim Nordenfeldt de 75 mm, 3 de 57 mm y 2 de 37 mm, todos de tiro rápido y llevaba 3 tubos lanzatorpedos para torpedos Whitehead de 5 m de largo y 0.45 de diámetro mm, subacuáticos. Los Whitehead, "automáticos", habían reemplazado a los viejos torpedos de botalón MacEvoy y eran impulsados por aire comprimido y llevaban una carga de algodón pólvora.
Su característica principal era la extraordinaria velocidad que podía alcanzar: dos máquinas verticales a vapor de triple expansión de 3523 HP que impulsaban dos hélices le permitían alcanzar una velocidad máxima de 26 nudos. Sus carboneras de 80 t de capacidad le daban un alcance de 2.000 millas a velocidad crucero.
El HMS Havock, primer destroyer/torpedera, botado en Yarrow en 1893, había logrado el récord mundial de velocidad en el agua en ese entonces, 26.78 nudos, lo que le valió el encargo de 36 unidades por el gobierno británico. Incluso, llevó a que el lanzatorpedos de proa fuera anulado, ya que a máxima velocidad el buque pasaba por arriba al torpedo.
El Corrientes fue botado el 10 de octubre de 1896 y arribó al puerto de la ciudad de Buenos Aires, haciéndolo en el mes de abril de 1897 con tripulación del astillero británico al mando del capitán Michel. De sus gemelos, sólo el Misiones llegaría más tarde, ya que pese a haber sido botado antes debió demorar su partida en espera de su artillería. 
Recién el 24 de enero de 1898 el Corrientes se integró al Grupo de Destroyers de la Escuadrilla de Torpederos con apostadero en Río Santiago. El 28 de agosto de ese año recibió su pabellón de combate donado por la ciudad de Corrientes.
Durante 1901 permaneció al mando del teniente de fragata Nicolás Bárbara. En 1902, bajo el mando del teniente de fragata Ángel Elias, pasó a integrar la 2° División de Defensa del Río de la Plata, permaneciendo en situación de desarme excepto un cuatrimestre al año para participar de las maniobras de la escuadra. En 1905, comandado por el teniente de fragata David E. García, viajó a Ushuaia en División con el Entre Ríos y el Misiones, sus gemelos sobrevivientes, ya que el Santa Fe se hundió en 1897. 
Tras permanecer al mando del teniente de fragata Carlos Somoza (1906-07), en 1908 pasó a la Escuadrilla de Torpederos con asiento en la Base Naval Río Santiago. Con motivo de los festejos del Centenario de la Revolución de Mayo en 1910 participó de la Revista Naval al mando del teniente de navío Daniel P. Velázquez.
Comandado por el teniente de fragata Juan Cacavelos, en 1911 pasó a integrar la ahora denominada Escuadrilla de Destroyers. Hasta 1915 sirvió como buque de adiestramiento de torpedistas al mando sucesivo del teniente de navío Francisco Arnaut, teniente de fragata Francisco Stewart, tenientes de navío Aníbal Sánchez y Dalmiro Sáenz y alférez de navío Marcos Savón. Ese año fue clasificado como "Destroyer" y, siempre manteniendo su apostadero en Río Santiago, en septiembre fue incorporado a la División de Instrucción de la Escuela de Mar para el adiestramiento del personal subalterno torpedista al mando del alférez de navío Sabá Sueyro.
Tras permanecer al mando del teniente de fragata Juan M. Pastor (1916) y del teniente de navío Ismael Zurueta, bajo el mando del teniente de navío Julián de la Pesa en 1917 pasó a integrar la División de Destructores de la Escuadra de Mar, pero el siguiente año pasó a desarme. En 1920 integró formalmente el 2° Grupo de Escuadrilla de Destructores y fue rearmado, pero permaneció sin comando ni actividad hasta 1921 cuando volvió a sus tareas como buque de entrenamiento de torpedistas bajo el mando sucesivo del teniente de fragata Eduardo Ceballos y del teniente de navío Justo Galliano. En 1922, tras una intensa actividad en tales funciones al mando del teniente de fragata Enrique B. García, pasó a desarme siendo reclasificado como "Torpedero".
Tras ser sometido a reparaciones generales, en 1924 fue alistado y bajo el mando del teniente de navío Ramón A. Poch participó de maniobras en el Río de la Plata integrando el Grupo de Torpederos. Tras escoltar en agosto a la División Naval italiana que conducía al príncipe Humberto de Savoya, pasó nuevamente a desarme.
Hasta 1928 permaneció en situación de medio armamento pero prestando servicios generales y de adiestramiento del personal torpedista, al mando sucesivo de los tenientes de fragata Juan Boeri y Alfredo Ordóñez. Ese año pasó a situación de reserva y desarme total y por decreto del 23 de octubre de 1930 fue separado del servicio y se autoriza su venta. Adquirido en subasta por la firma Agustín Porzio en m$n 8.000, fue desguazado.